# ぬくだまりの宿 みちのく亭
『ぬくだまりの宿 みちのく亭』（ぬくだまりのやど みちのくてい）は、NHKラジオ第1で放送されていたトーク番組。仙台放送局制作。

## 概要
- 伊奈かっぺいが、とある東北地方にある架空の温泉宿「みちのく亭」を舞台に、東北地方にゆかりのあるゲストを招き、東北地方の風土、自然、郷土文化、食などについて座談する。
- 2008年2月11日にパイロット版を放送。4月8日から正式に放送を開始。
- 仙台局が『沖縄熱中倶楽部』の成功に触発されて企画したものである。
- 2014年4月から新番組「ミュージック・イン・ブック」（平成26年度国内放送番組編成参照）を編成するのに伴い、水曜日に放送した地方局制作全国ネット番組を終了するのに伴い2014年3月12日の放送分を持って終了となった。
- テーマ曲は浅野祥「津軽じょんから節」。

## 放送時間
ラジオ第1　原則第2水曜 21:30-21:55（2009年度は5週おきに1回放送）
なお、2011年4月13日の回は、東日本大震災に伴い、仙台放送局が特別取材体制を敷いたため、放送が休止となり、代わって3月16日に放送されるはずだった「なごやか喫茶」が延期放送されている。

## 関係する人物
宿の主人
伊奈かっぺい
看板娘（ナレーション）
- 丹野なな子（登板時期不明、2011年度まで）
- 合原明子（2012年度 - 2013年度）

制作担当者
津田喜章（仙台局アナウンサー）

## 関連番組
いずれにも各局のアナウンサーが番組制作にかかわる。
- 沖縄熱中倶楽部（沖縄局制作）
- もぎたて!北海道（札幌局制作）
- ゆきねえの名古屋なごやか喫茶（名古屋局制作）
- 博多屋台 こまっちゃん（福岡局制作）
- つぶや句575（松山局制作）

※当初は松山を除き水曜日5週ごとのローテーション。2010年から沖縄が最終土曜に移動したため、第4週までは週替わり（北海道→仙台→名古屋→福岡の順。第5水曜は当番組を含めた4番組からのアンコール放送）、2011年・2012年は第5週に松山が加わるが、2013年から松山が祝日中心の不定期となったため、第5週は別の単発番組を放送している。

## 備考
- 全国放送のため、公式サイトは当初、本部ラジオ第1のサイトに設けられていた。2012年5月に仙台局サイトへ移動したが、それに伴い以前の番組内容を確認することができなくなった。